# Чепурківський Юхим Михайлович
Чепуркі́вський Юхи́м Миха́йлович (рос. Чепурковский Ефим Михайлович, *20.01.(1.02.)1871 р. у м. Києві — †1950 р.) — відомий антрополог у галузі палеоантропології, етнограф, бібліограф, магістр наук (з 1913 р.). Його основні наукові праці присвячені методам виділення расових типів. Він був першим, хто в Російській імперії застосував статистичні методи для дослідження антропологічного матеріалу.
Народився в м. Києві. Завершив навчання у Харківському університеті.
Приват-доцент Костромського університету (з 1918 р.), професор кафедри антропології фізико-математичного факультету Московського університету (у 1919–1922 рр.), професор Далекосхідного університету (у 1923–1926 рр.).
У 1913-1930-х роках працював у США, згодом через посилення репресій у СРСР лишився на еміграції в США.
Основні його наукові праці присвячені питанням етнічної антропології, расовій класифікації і методам таксономії в антропології (географічний розподіл антропологічних ознак народу Російської імперії у питанні загальної антропології); є автором критичного розбору антропосоціологічних теорій.

## Праці
- «Матеріали для антропології Росії. Досвід виділення головних типів російського народу за географічною методою» 1917 р. (рос. Материалы для антропологии России. Опыт выделения главных типов русского народа по географическому методу),
- «Матеріали для антропології населення Костромської губернії» 1921 р. (рос. Материалы для антропологии населения Костромской губернии),
- «Короткий нарис історії землезнавства» 1923 р. (рос. Краткий очерк истории землеведения)[2].
- «Як убити війну (Моральна революція молоді)» 1938 р. англ. How to kill war (Moral Revolution of Youth), Printed in China, 1938[5].